# Álftafjörður (Snæfellsnes)
Álftafjörður è un fiordo situato nel settore nordoccidentale dell'Islanda.

## Descrizione
Álftafjörður è un piccolo fiordo, situato sulla sponda settentrionale della penisola di Snæfellsnes, nella regione del Vesturland. È una diramazione meridionale del Breiðafjörður e si trova all'estremità orientale della penisola tra i villaggi di Stykkishólmur e Búðardalur.
È delimitato a est e a ovest dai monti Eyrarfjall (chiamato anche Narfeyrarfjall, alto 382 m) e Úlfarsfell.

## Denominazione
Il nome Álftafjörður in lingua islandese significa Fiordo del cigno. La denominazione deriva dal fatto che nel fiordo vi sono numerose colonie di cigni selvatici, attratte dall'abbondanza delle alghe del genere Zostera marina di cui si nutrono.
Esistono altri fiordi chiamati Álftafjörður, come l'Álftafjörður situato nei fiordi orientali dell'Islanda e l'Álftafjörður, un fiordo laterale dell'ampio Ísafjarðardjúp nella regione dei Vestfirðir.

## Geologia
Lungo la strada 54, sul lato occidentale del fiordo, guardando in direzione est si possono vedere chiaramente sull'Eyrarfjall un gran numero di intrusioni nella roccia, che originariamente erano dicchi di sbocco del magma vulcanico.
Di fronte alla penisola di Krákunes, è stata scoperta una fascia larga 200 m piena di concavità profonde circa 10-30 cm, con un diametro da 50 a 100 cm e un bordo parzialmente rialzato, che potrebbero essere dovute alla fuoriuscita di gas metano.

## Eyrbyggja saga
In una delle Saghe degli Islandesi, la Eyrbyggja saga, che parla dell'insediamento nella penisola di Snæfellsnes durante il Medioevo, Geirríður, sorella dell'eroe Snorri Þorgrímsson, gestiva una locanda dove offriva gratuitamente a tutti i viaggiatori cibo e alloggio.